# Epanterias amplexus

Comparació de les mides dEpanterias (el més gran), un humà i diversos espècimens d'al·losaure

Epanterias amplexus és una espècie de dinosaure teròpode descrit per Edward Drinker Cope l'any 1878. Epanterias amplexus és considerat per molts paleontòlegs com una espècie d'al·losaure més que un gènere separat. Aquest carnosaure podria haver competit en mida amb el tiranosaure, la seva longitud s'estima entorn dels 13 o 14 metres.
Va viure al Juràssic tardà, a l'est de Nord-amèrica.